# Аносмија
Аносмија је парцијални или потпун недостатак чула мириса као резултат повреде, болести или генетских проблема. Овај поремећај лимитира и чуло укуса.